# Campionati europei di duathlon del 2019
I Campionati europei di duathlon del 2019 (XXX edizione) si sono tenuti a Târgu Mureș in Romania, in data 30 giugno 2019.
Tra gli uomini ha vinto il francese Benjamin Choquert, mentre la gara femminile è andata alla spagnola Irene Loizate Sarrionandia.

## Risultati

### Élite uomini
| Pos. | Atleta                      | Paese       | Corsa    | Bici     | Corsa    | Totale   |
| ---- | --------------------------- | ----------- | -------- | -------- | -------- | -------- |
|      | Benjamin Choquert           | Francia     | 00:16:36 | 00:31:31 | 00:07:05 | 00:55:42 |
|      | Emilio Martin               | Spagna      | 00:16:38 | 00:31:29 | 00:07:12 | 00:55:49 |
|      | Angelo Vandecasteele        | Belgio      | 00:16:37 | 00:31:32 | 00:07:13 | 00:55:51 |
| 4    | Marco Miguel                | Portogallo  | 00:16:38 | 00:31:27 | 00:07:18 | 00:55:53 |
| 5    | Benoit Nicolas              | Francia     | 00:16:39 | 00:31:30 | 00:07:19 | 00:55:57 |
| 6    | Krilan Le Bihan             | Francia     | 00:16:37 | 00:31:26 | 00:07:20 | 00:55:58 |
| 7    | Luis Miguel Martin Berlanas | Spagna      | 00:16:37 | 00:31:29 | 00:07:20 | 00:55:59 |
| 8    | Maxime Bargetto             | Francia     | 00:16:38 | 00:31:27 | 00:07:22 | 00:56:02 |
| 9    | Vincent Bierinckx           | Belgio      | 00:16:38 | 00:31:29 | 00:07:25 | 00:56:03 |
| 10   | Vitalii Vorontsov           | Ucraina     | 00:16:38 | 00:31:33 | 00:07:26 | 00:56:04 |
| 11   | Arnaud Dely                 | Belgio      | 00:16:38 | 00:31:32 | 00:07:26 | 00:56:07 |
| 12   | Massimo De Ponti            | Italia      | 00:16:38 | 00:31:29 | 00:07:34 | 00:56:11 |
| 13   | Nicolas Tilman              | Belgio      | 00:16:53 | 00:31:16 | 00:07:40 | 00:56:19 |
| 14   | Niels Te Pas                | Paesi Bassi | 00:16:39 | 00:31:29 | 00:07:41 | 00:56:24 |
| 15   | Giani Vanden Broucke        | Belgio      | 00:16:53 | 00:31:17 | 00:07:45 | 00:56:25 |
| 16   | Krzysztof Hadas             | Polonia     | 00:17:15 | 00:30:51 | 00:07:55 | 00:56:36 |
| 17   | Javier Martin Morales       | Spagna      | 00:16:38 | 00:31:26 | 00:08:05 | 00:56:39 |
| 18   | Valentin Marievskiy         | Ucraina     | 00:17:32 | 00:32:07 | 00:08:02 | 00:58:10 |
| 19   | Niall Cornyn                | Irlanda     | 00:17:16 | 00:32:18 | 00:08:29 | 00:58:39 |
| 20   | Sergey Kostenko             | Ucraina     | 00:17:31 | 00:32:08 | 00:08:46 | 00:58:57 |
| 21   | Olaf Jan Bosscher           | Paesi Bassi | 00:17:47 | 00:32:33 | 00:08:28 | 00:59:27 |
| 22   | Attila Daniel               | Romania     | 00:17:47 | 00:32:36 | 00:08:39 | 00:59:36 |
| 23   | Georgii Kosov               | Ucraina     | 00:18:49 | 00:32:39 | 00:08:39 | 01:00:43 |
| 24   | Denys Kyrylovych            | Ucraina     | 00:18:33 | 00:32:58 | 00:09:07 | 01:01:12 |
| 25   | Erick Rogoz Lörincz         | Romania     | 00:18:15 | 00:33:39 | 00:08:46 | 01:01:14 |
| 26   | Oleksiy Astafyev            | Ucraina     | 00:18:32 | 00:32:58 | 00:09:17 | 01:01:20 |
| 27   | Maksymilian Kopiczko        | Polonia     | 00:18:46 | 00:33:59 | 00:08:45 | 01:02:02 |
| 28   | Jaimy Voogt                 | Paesi Bassi | 00:19:17 | 00:33:24 | 00:08:52 | 01:02:08 |
| 29   | Kyrylo Novikov              | Ucraina     | 00:19:19 | 00:33:20 | 00:09:24 | 01:02:42 |
| 30   | Jakub Bogusiewicz           | Polonia     | 00:19:18 | 00:33:25 | 00:09:55 | 01:03:16 |
| 31   | Yazid Khaorma               | Giordania   | 00:18:09 | 00:34:39 | 00:10:01 | 01:03:26 |
| 32   | Albert Stratulat            | Romania     | 00:20:14 | 00:34:40 | 00:09:06 | 01:04:34 |
| 33   | Jakob Mamič                 | Slovenia    | 00:19:54 | 00:35:00 | 00:09:58 | 01:05:27 |
| 34   | Tudor Ciolacu               | Romania     | 00:21:14 | 00:36:32 | 00:10:33 | 01:09:16 |

### Élite donne
| Pos. | Atleta                       | Paese       | Corsa    | Bici     | Corsa    | Totale   |
| ---- | ---------------------------- | ----------- | -------- | -------- | -------- | -------- |
|      | Irene Loizate Sarrionandia   | Spagna      | 00:18:23 | 00:33:13 | 00:08:08 | 01:00:14 |
|      | Sandrina Illes               | Austria     | 00:18:22 | 00:33:05 | 00:08:13 | 01:00:21 |
|      | Sonia Bejarano               | Spagna      | 00:18:25 | 00:33:10 | 00:08:17 | 01:00:26 |
| 4    | Lesley Smit                  | Paesi Bassi | 00:18:40 | 00:32:55 | 00:08:27 | 01:00:34 |
| 5    | Sandra Levenez               | Francia     | 00:18:24 | 00:33:10 | 00:08:28 | 01:00:38 |
| 6    | Garance Blaut                | Francia     | 00:18:24 | 00:33:06 | 00:08:39 | 01:00:50 |
| 7    | Marion Legrand               | Francia     | 00:19:09 | 00:32:26 | 00:09:17 | 01:01:23 |
| 8    | Sophie Van Der Most          | Paesi Bassi | 00:19:27 | 00:32:07 | 00:09:33 | 01:01:43 |
| 9    | Marta Pintanel Raymundo      | Spagna      | 00:19:27 | 00:34:52 | 00:08:56 | 01:03:49 |
| 10   | Liza Hazuchova               | Slovacchia  | 00:19:26 | 00:34:51 | 00:09:00 | 01:03:55 |
| 11   | Alevtina Stetsenko           | Russia      | 00:20:18 | 00:35:08 | 00:09:17 | 01:05:20 |
| 12   | Marije Hijman                | Paesi Bassi | 00:20:32 | 00:34:39 | 00:09:37 | 01:05:27 |
| 13   | Claudia Kelsall              | Regno Unito | 00:19:43 | 00:35:45 | 00:09:35 | 01:05:47 |
| 14   | Delia-Oana Dudau             | Romania     | 00:20:18 | 00:35:13 | 00:10:03 | 01:06:03 |
| 15   | Marlou Bijlsma               | Paesi Bassi | 00:20:18 | 00:36:44 | 00:09:05 | 01:06:52 |
| 16   | Karyna Yevtushenko           | Ucraina     | 00:21:03 | 00:36:10 | 00:09:40 | 01:07:26 |
| 17   | Anastasiia Terentieva        | Ucraina     | 00:21:47 | 00:36:42 | 00:09:29 | 01:08:40 |
| 18   | Yelizaveta Diachenko         | Ucraina     | 00:21:42 | 00:36:46 | 00:09:38 | 01:08:51 |
| 19   | Alice Perjoiu                | Romania     | 00:21:35 | 00:36:59 | 00:09:50 | 01:09:00 |
| 20   | Monika Dobrovolska           | Ucraina     | 00:21:48 | 00:38:39 | 00:10:39 | 01:11:49 |
| 21   | Andreea-Maria Matei-Bobarnac | Romania     | 00:22:19 | 00:38:08 | 00:11:02 | 01:12:20 |
| 22   | Sina Meier                   | Svizzera    | 00:23:17 | 00:40:11 | 00:10:38 | 01:14:47 |

### Junior uomini
| Pos. | Nome                 | Paese       | Corsa    | Bici     | Corsa    | Totale   |
| ---- | -------------------- | ----------- | -------- | -------- | -------- | -------- |
|      | Vitalii Vorontsov    | Ucraina     | 00:16:38 | 00:31:33 | 00:07:26 | 00:56:04 |
|      | Giani Vanden Broucke | Belgio      | 00:16:53 | 00:31:17 | 00:07:45 | 00:56:25 |
|      | Valentin Marievskiy  | Ucraina     | 00:17:32 | 00:32:07 | 00:08:02 | 00:58:10 |
| 4    | Olaf Jan Bosscher    | Paesi Bassi | 00:17:47 | 00:32:33 | 00:08:28 | 00:59:27 |
| 5    | Erick Rogoz Lörincz  | Romania     | 00:18:15 | 00:33:39 | 00:08:46 | 01:01:14 |
| 6    | Maksymilian Kopiczko | Polonia     | 00:18:46 | 00:33:59 | 00:08:45 | 01:02:02 |
| 7    | Jaimy Voogt          | Paesi Bassi | 00:19:17 | 00:33:24 | 00:08:52 | 01:02:08 |
| 8    | Kyrylo Novikov       | Ucraina     | 00:19:19 | 00:33:20 | 00:09:24 | 01:02:42 |
| 9    | Maksim Semenov       | Russia      | 00:00:00 | 00:00:00 | 00:00:00 | 01:02:54 |
| 10   | Jakub Bogusiewicz    | Polonia     | 00:19:18 | 00:33:25 | 00:09:55 | 01:03:16 |
| 11   | Albert Stratulat     | Romania     | 00:20:14 | 00:34:40 | 00:09:06 | 01:04:34 |
| 12   | Jakob Mamič          | Slovenia    | 00:19:54 | 00:35:00 | 00:09:58 | 01:05:27 |
| 13   | Tudor Ciolacu        | Romania     | 00:21:14 | 00:36:32 | 00:10:33 | 01:09:16 |

### Junior donne
| Pos. | Atleta                       | Paese       | Corsa    | Bici     | Corsa    | Totale   |
| ---- | ---------------------------- | ----------- | -------- | -------- | -------- | -------- |
|      | Liza Hazuchova               | Slovacchia  | 00:19:26 | 00:34:51 | 00:09:00 | 01:03:55 |
|      | Alevtina Stetsenko           | Russia      | 00:20:18 | 00:35:08 | 00:09:17 | 01:05:20 |
|      | Marije Hijman                | Paesi Bassi | 00:20:32 | 00:34:39 | 00:09:37 | 01:05:27 |
| 4    | Delia-Oana Dudau             | Romania     | 00:20:18 | 00:35:13 | 00:10:03 | 01:06:03 |
| 5    | Anastasiia Terentieva        | Ucraina     | 00:21:47 | 00:36:42 | 00:09:29 | 01:08:40 |
| 6    | Yelizaveta Diachenko         | Ucraina     | 00:21:42 | 00:36:46 | 00:09:38 | 01:08:51 |
| 7    | Alice Perjoiu                | Romania     | 00:21:35 | 00:36:59 | 00:09:50 | 01:09:00 |
| 8    | Monika Dobrovolska           | Ucraina     | 00:21:48 | 00:38:39 | 00:10:39 | 01:11:49 |
| 9    | Andreea-Maria Matei-Bobarnac | Romania     | 00:22:19 | 00:38:08 | 00:11:02 | 01:12:20 |
| 10   | Sina Meier                   | Svizzera    | 00:23:17 | 00:40:11 | 00:10:38 | 01:14:47 |

### Under 23 uomini
| Pos. | Atleta           | Paese       | Corsa    | Bici     | Corsa    | Totale   |
| ---- | ---------------- | ----------- | -------- | -------- | -------- | -------- |
|      | Krilan Le Bihan  | Francia     | 00:16:37 | 00:31:26 | 00:07:20 | 00:55:58 |
|      | Arnaud Dely      | Belgio      | 00:16:38 | 00:31:32 | 00:07:26 | 00:56:07 |
|      | Niels Te Pas     | Paesi Bassi | 00:16:39 | 00:31:29 | 00:07:41 | 00:56:24 |
| 4    | Krzysztof Hadas  | Polonia     | 00:17:15 | 00:30:51 | 00:07:55 | 00:56:36 |
| 5    | Niall Cornyn     | Irlanda     | 00:17:16 | 00:32:18 | 00:08:29 | 00:58:39 |
| 6    | Sergey Kostenko  | Ucraina     | 00:17:31 | 00:32:08 | 00:08:46 | 00:58:57 |
| 7    | Georgii Kosov    | Ucraina     | 00:18:49 | 00:32:39 | 00:08:39 | 01:00:43 |
| 8    | Denys Kyrylovych | Ucraina     | 00:18:33 | 00:32:58 | 00:09:07 | 01:01:12 |
| 9    | Oleksiy Astafyev | Ucraina     | 00:18:32 | 00:32:58 | 00:09:17 | 01:01:20 |

### Under 23 donne
| Pos. | Atleta                  | Paese       | Corsa    | Bici     | Corsa    | Totale   |
| ---- | ----------------------- | ----------- | -------- | -------- | -------- | -------- |
|      | Marta Pintanel Raymundo | Spagna      | 00:19:27 | 00:34:52 | 00:08:56 | 01:03:49 |
|      | Claudia Kelsall         | Regno Unito | 00:19:43 | 00:35:45 | 00:09:35 | 01:05:47 |
|      | Karyna Yevtushenko      | Ucraina     | 00:21:03 | 00:36:10 | 00:09:40 | 01:07:26 |